# Apanteles venilia
Apanteles venilia är en stekelart som beskrevs av Nixon 1965. Apanteles venilia ingår i släktet Apanteles och familjen bracksteklar. Inga underarter finns listade i Catalogue of Life.